# Автошлях E404
Автошлях E404 — європейський автомобільний маршрут категорії Б, що проходить по території Бельгії та з'єднує міста Яббеке і Зебрюгге.

## Маршрут
Весь шлях проходить через такі міста:
- -  E40 Яббеке
  -  E34,  E403 Зебрюгге